# 総持寺 (岡崎市)

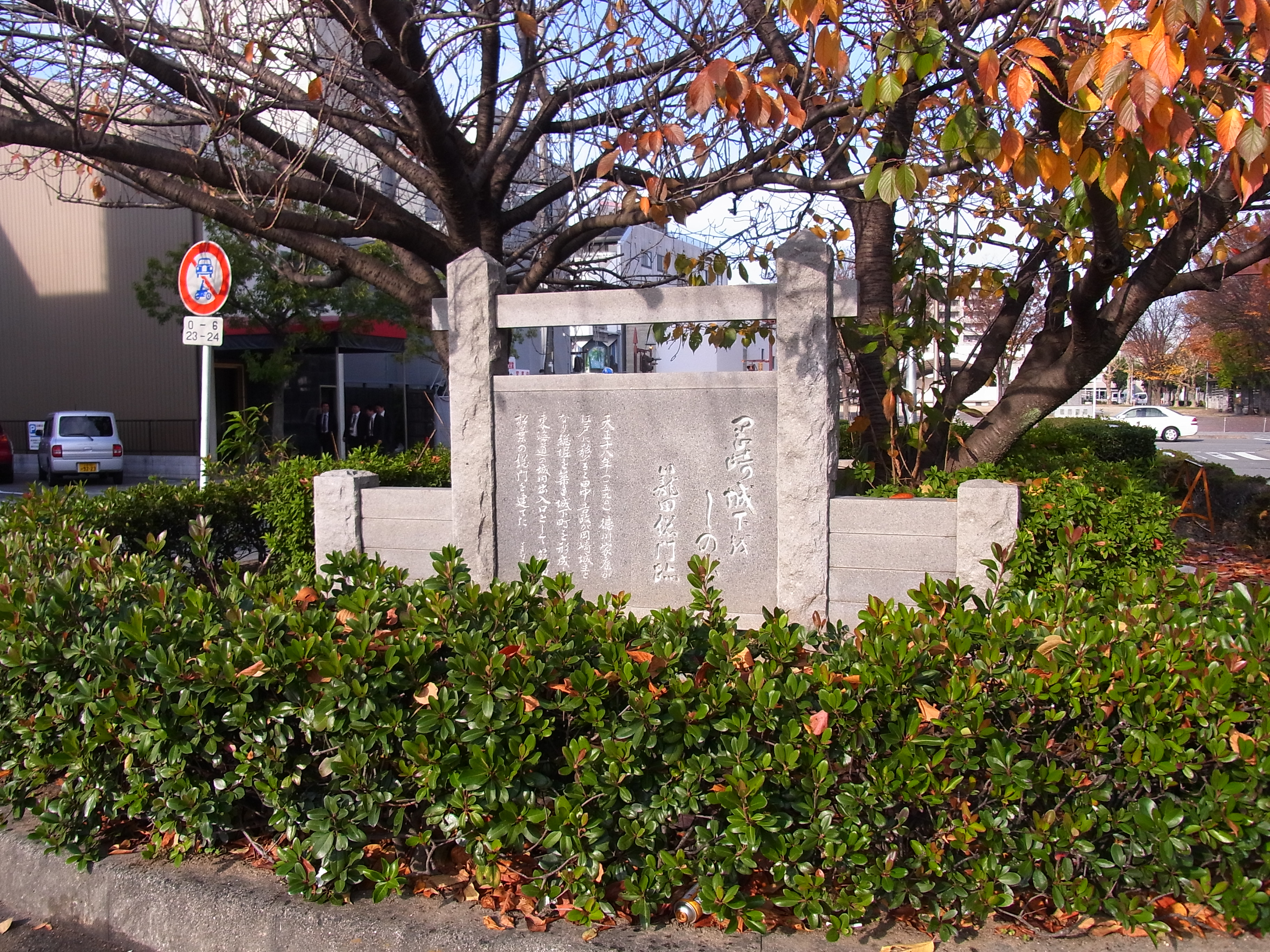
中央緑道にある籠田総門跡の碑。中町に移転するまでこの付近にあった。

総持寺（そうじじ）は、愛知県岡崎市中町にある曹洞宗の寺院。「総持尼寺（そうじにじ）」ともいう。寺内にある築山稲荷は元岡崎十二社のひとつ。

## 概要
1351年（観応2年）、足利尊氏に仕えた高師冬は甲斐国で諏訪氏に包囲され自害。約一月後には、おじの高師直、父の師泰、兄弟の師世ら高一族8人も摂津国武庫川のほとりで殺害されてしまう。1355年（文和4年）、高師冬の妻だった明阿は滅亡した一族の菩提を弔うため、寺院の建立を決意。足利尊氏に申請して、姪の「いち」を住持として総持寺を建て重代相伝の地である菅生郷築山を寄進することを許可された。2、3年後には完成したものと推定される。創建時より1875年（明治8年）まで尼寺であった。
1603年（慶長8年）、徳川家康より寺領100石を寄進される。寺領は島町、八軒町、六供杉本村に分散していた。1670年（寛文10年）、焼失。江戸時代は長く龍海院末であったが、1766年（明和3年）に離檀した。1854年（安政元年）、地震で破壊。

## 中町に移転
総持寺はもとは旧籠田町の籠田総門の北側にあった（現在、中央緑道と総門通りの交差点に建っている籠田総門跡の碑の付近）。以下の経緯により中町の現在地に移転した。
1924年（大正13年）頃、旧康生町にあった岡崎郵便局が手狭になったため、逓信省より岡崎市と岡崎商工会議所に対し移転候補地の打診があった。当時廃寺同様になっていた総持寺の檀家は、寺の敷地を岡崎市に譲渡しその代償で郊外に移転再建をすることを考え、敷地提供の願書を市に提出。1926年（大正15年）1月には檀家と市の合意がなされ工事着手の段階となった。
ところがこれに対し、日刊紙『三河日報』社長の岡田撫琴が先頭に立って国粋主義団体と共に反対運動を起こした。「総持寺は勅願寺で由緒ある寺ゆえ勝手に移転することはできない」というのがその理由であった。岡崎電灯の杉浦銀蔵や前岡崎商工会議所会頭の千賀千太郎もこれに呼応。市内各所で反対の演説をし、ついには暴力沙汰にもなった。市長の本多敏樹と商工会議所会頭の6代目深田三太夫が問題の解決を助役の小瀧喜七郎に依頼すると、反対派は小瀧の自宅に投石した。寺の住職も明け渡しを拒否したが、小瀧は移転を推し進め、1927年（昭和2年）に寺は中町に移された。
「此の事件を強行したのは、何等の理由なく反対したる為之を実行せぬ時には将来市の事業に悪影響を及ぼす事に鑑み之を執行したのである」と小瀧は回顧録の中で述べている。
1974年（昭和49年）1月11日、総持尼寺文書が岡崎市の文化財に指定された。文書は現在、岡崎市美術博物館に所蔵。

## 交通手段
- 名鉄バス：市民病院方面行きに乗車、「中町」停留所下車、北へ約1,000メートル。